# Кралска музикална академия
 Тази статия е за училището в Лондон.  За училището в Стокхолм вижте Кралска музикална академия (Стокхолм).  
Кралската музикална академия в Лондон, Англия, е най-старата консерватория във Великобритания.
Основана е през 1822 г. от Джон Фейн и Николас Чарлз Бохса. Тя получава своята кралска харта през 1830 г. от крал Джордж IV с подкрепата на първия херцог на Уелингтън.
Известни възпитаници на академията са сър Саймън Ратъл, сър Харисън Бъртвистъл, сър Елтън Джон и Ани Ленъкс.